# Талија (певачица)
Аријадна Талија Соди Миранда (шп. Ariadna Thalía Sodi Miranda), позната као Талија (шп. Thalía; Мексико Сити, 26. август 1971) мексичка је певачица и глумица. Сматра се једном од најуспешнијих и најутицајнијих мексичких извођача, а међународни медији је називају „Краљицом латино попа”. Продавши око 25 милиона плоча широм света, једна је од најпродаванијих латино музичких уметница свих времена.
Примила је бројна признања, укључујући пет Billboard Latin Music награда, осам Lo Nuestro награда, као и седам номинација за Латино Греми награду и њихову специјалну награду 2019. године. Сарађивала је са више извођача, као што су Тони Бенет, Мајкл Бубле, Роби Вилијамс, Марк Ентони, Лаура Паузини, Ромео Сантос, Малума, Фат Џо и Карлос Вивес.
Као глумица, Талија је играла главне ликове у низу успешних теленовела које су се емитовале у преко 180 земаља са процењеном публиком од 2 милијарде људи према Уницефу, што је довело до тога да је медији називају „Краљицом теленовела”. Глобални утицај њених теленовела помогао јој је да популаризује своју музику на територијама ван шпанског говорног подручја и на тржиштима у Европи и Азији. Мексичка медијска компанија Televisa прогласила ју је за најбоље плаћену глумицу теленовела у историји, док ју је часопис Billboard прогласио најпризнатијом звездом сапуница шпанског говорног подручја на свету.
Сматрана латино поп иконом, Ocean Drive је назвао Талију „највећом звездом коју је Мексико извезао последњих деценија”. Уврштена је у Billboard-ову листу највећих латино извођача свих времена 2020. и у листу 100 најиконичнијих латиноамеричких забављача свих времена People en Español-a 2008. године. Добила је звезду на Холивудској стази славних 5. децембра 2013. као признање за њена достигнућа у музичкој индустрији. Као предузетница, Талија је имала успех са модним брендом (потписавши уговор са робном кућом Macy's), а такође је имала сопствену радио емисију и ауторка је четири књиге, укључујући мемоаре. Током своје каријере, Талија је била укључена у хуманитарне акције и амбасадорка је Уницефа у Мексику од 2016. године.

## Дискографија

### Студијски албуми
- (1990)
- (1991)
- (1992)
- (1995)
- (1997)
- (2000)
- (2002)
- (на енглеском) (2003)
- (2005)
- (2008)
- (2012)
- (2014)
- (2014)
- (2016)
- (2018)
- (2020)
- (2021)
- (2023)
- (2024)
- (2024)

### Компилацијски албуми
- (1993)
- (1994)
- (1994)
- (1997)
- (1997)
- (2001)
- (2003)
- (2004)
- (2005)
- (2013)

### У бендовима
- (1981—1983) (4 албума)
- (1986—1989) (3 албума)

### Турнеје
- (1990—1993)
- (1996—1997)
- (1997—1998)
- (2004)

## Филмографија

### Теленовеле
- (1987) —
- (1987—1988) —
- (1989) —
- (1992—1993) —
- (1994) —
- (1995—1996) —
- (1999) —

### Филмови
- (1979)
- (1997)
- (1999) —

### Видеографија
| Спот               | Година | Режисер                             |
| ------------------ | ------ | ----------------------------------- |
|                    | 1990.  | Бени Корал                          |
|                    | 1990.  | Бени Корал                          |
|                    | 1991.  | —                                   |
|                    | 1991.  | Карлос Сомонте                      |
|                    | 1992.  | Л. Ернандез                         |
|                    | 1992.  | —                                   |
|                    | 1992.  | Беатрис Шеридан                     |
|                    | 1992.  | —                                   |
|                    | 1992.  | —                                   |
|                    | 1992.  | —                                   |
|                    | 1994.  | —                                   |
|                    | 1995.  | Питер Бергман                       |
|                    | 1995.  | Беатрис Шеридан                     |
|                    | 1996.  | Бени Корал                          |
|                    | 1997.  | Бени Корал                          |
|                    | 1997.  | Дон Блут                            |
| (ремикс)           | 1997.  | Густаво Гарсон                      |
|                    | 1998.  | Густаво Гарсон                      |
| (европска верзија) | 1998.  | —                                   |
| (европски ремикс)  | 1998.  | —                                   |
|                    | 2000.  | Симон Бранд                         |
|                    | 2000.  | Беатрис Шеридан                     |
|                    | 2001.  | Емилио Естефан                      |
|                    | 2002.  | Анти Јокинен                        |
|                    | 2002.  | Анти Јокинен                        |
|                    | 2003.  | Јеб Бријен                          |
|                    | 2003.  | Дејв Мајерс                         |
|                    | 2003.  | Анти Јокинен                        |
|                    | 2004.  | Јеб Бријен                          |
|                    | 2005.  | Јеб Бријен                          |
|                    | 2005.  | Јеб Бријен                          |
|                    | 2006.  | Јеб Бријен                          |
|                    | 2006.  | Јеб Бријен                          |
|                    | 2006.  | Талија                              |
|                    | 2006.  | —                                   |
|                    | 2008.  | Емилио Естефан                      |
|                    | 2014.  | Талија                              |
|                    | 2014.  | Леандро Мануел Емеде/Николо Чериони |
|                    | 2014.  | Леандро Мануел Емеде/Николо Чериони |
|                    | 2015.  | Хана Лукс Дејвис                    |
|                    | 2015.  | Хана Лукс Дејвис                    |
|                    | 2016.  | Карлос Перез                        |
|                    | 2016.  | Густаво Гарсон                      |
|                    | 2016.  | Бруно Скопацо                       |
|                    | 2018.  | Даниел Дјуран                       |
|                    | 2018.  | Сантијаго Салвиче                   |
|                    | 2019.  | Даниел Дјуран                       |
|                    | 2019.  | MG Video Productions                |
|                    | 2020.  | Дејвид Бохоркуез                    |
|                    | 2020.  | Даниел Дјуран, Педро Пауло Арајо    |
|                    | 2020   | Gus                                 |
|                    | 2020   | Kath D.                             |
|                    | 2020   | Ариел Данзигер                      |
|                    | 2020   | Камерон Базби                       |
|                    | 2020   | Мајк Хо                             |
|                    | 2021.  | Џеси Тереро                         |
|                    | 2021.  |                                     |
|                    | 2022.  |                                     |
|                    | 2022.  |                                     |
|                    | 2022.  |                                     |
|                    | 2023.  |                                     |
|                    | 2023.  |                                     |
|                    | 2023.  |                                     |
|                    | 2023.  |                                     |
|                    | 2023.  |                                     |
|                    | 2023.  |                                     |
|                    | 2023.  |                                     |
|                    | 2023.  |                                     |
|                    | 2024.  |                                     |
|                    | 2024.  |                                     |
|                    | 2024.  |                                     |
|                    | 2024.  |                                     |
|                    | 2024.  |                                     |
|                    | 2024.  |                                     |
|                    | 2024.  |                                     |
|                    | 2024.  |                                     |
|                    | 2025.  |                                     |
|                    | 2025.  |                                     |

### Позориште
- (1984) —

### ТВ емисије
- (1991—1992)
- (2009—2010)

### Радио емисије
- (2007—2010)